# Чемпіонат Польщі з хокею 1970—1971
Чемпіонат Польщі з хокею 1971 — 36-ий чемпіонат Польщі з хокею, чемпіоном став клуб Подгале (Новий Тарг).

## Підсумкова таблиця
| М   | Команда               | І  | Ш       | О  |
| --- | --------------------- | -- | ------- | -- |
| 1.  | Подгале (Новий Тарг)  | 36 | 195:84  | 62 |
| 2.  | Напшуд Янув           | 36 | 133:115 | 47 |
| 3.  | ЛКС (Лодзь)           | 36 | 151:115 | 43 |
| 4.  | ГКС Катовіце          | 36 | 125:104 | 42 |
| 5.  | Баїлдон (Катовіце)    | 36 | 169:149 | 37 |
| 6.  | Полонія (Бидгощ)      | 36 | 185:185 | 34 |
| 7.  | Легія Варшава         | 36 | 146:171 | 30 |
| 8.  | «Поморжанін» (Торунь) | 36 | 112:175 | 25 |
| 9.  | Гурник (Мурцьки)      | 36 | 111:173 | 22 |
| 10. | Унія (Освенцім)       | 36 | 113:169 | 18 |

Після заверешення чемпіонату клуб Гурник (Мурцьки) об'єднався з клубом з міста Тихи, в зв'язку з чим лігу розширили до 11 клубів після протесту клубу з Освенціму.

## Найкращий гравець
Найкращим гравцем журналом «Спорт» (пол. Sport) був визнаний Тадеуш Качик з Подгале (Новий Тарг).

## Бомбардири
| Гравець            | Клуб    | О  |
| ------------------ | ------- | -- |
| Еугеніуш Новак     | Полонія | 73 |
| Юзеф Стефаняк      | ЛКС     | 64 |
| Валентій Зентара   | Подгале | 60 |
| Кшиштоф Бялиницькі | ЛКС     | 48 |
| Мар'ян Кайзерек    | Унія    | 43 |

## ІІ Ліга
В чемпіонаті брали участь 10 клубів, переможцем став клуб Заглембе Сосновець, другим став клуб Краковія Краків.